# Колозян Октемберик Мануківна
Октемберик Мануківна Колозян (вірм. Հոկտեմբերիկ Մանուկի Քոլոզյան; 1924, село Покр Шахріар Октемберянського району Вірменської РСР — дата і місце смерті не встановлені) — вірменська радянська агрономка, передовик сільськогосподарського виробництва. Герой Соціалістичної Праці (1949).

## Життєпис
Октемберик Мануківна Колозян народилася в 1924 році в селі Покр Шахріар Октемберянського району Вірменської РСР (нині — селище Нор-Артаґерс у марзі Армавір), в сім'ї бідного робітника. Її батьки займалися землеробством і з 1930 року працювали в місцевому колгоспі.
В 1943 році Октемберик Колозян закінчила неповну середню школу села Покр Шахріар і влаштувалася на роботу в місцевому колгоспі імені III Інтернаціоналу. Правління колгоспу призначило Колозян ланковою бавовнярської ланки. Ланка Колозян, слідуючи агротехнічним правилами вирощування бавовнику, в короткий термін і з кращою якістю виконала оранку, сівбу і збирання врожаю і досягла високих результатів у підвищенні врожайності. До 1948 році на загальній площі 6 гектарів з кожного гектара ланка отримала 88,3 центнера врожаю бавовни.
Указом Президії Верховної Ради СРСР від 16 квітня 1949 року за одержання високих урожаїв жита, бавовни та тютюну при виконанні обов'язкових поставок колгоспами та контрактації по всіх видах сільськогосподарської продукції, натуроплати МТС в 1948 році та забезпеченості насінням всіх культур у розмірі повної потреби для весняної сівби 1949 року Октемберик Мануківні Колозян було присвоєно звання Героя Соціалістичної Праці з врученням ордена Леніна і золотої медалі «Серп і Молот».
Незабаром Октемберик Колозян закінчила Армавірський сільськогосподарський технікум, після чого продовжила працювати в колгоспі як ланкова бавовнярської ланки. У 1950 році ланка Колозян знову отримала рекордний урожай бавовни, за що вона була нагороджена другим орденом Леніна. У тому ж році з метою здобуття вищої освіти Октемберик Колозян переїхала до Єревана. Вона поступила, і в 1955 році закінчила рільничий факультет Єреванського сільськогосподарського інституту. У 1952 році вступила в КПРС. По закінченні інституту Колозян була призначена завідувачкою лабораторії Октемберянського бавовноочисного заводу, після чого — агрономкою Налбандянської машинно-тракторної станції. Після розформування машинно-тракторних станцій Колозян працювала агрономкою в колгоспі села Шенаван Октемберянського району Вірменської РСР.
У 1959 році Октемберик Колозян була обрана головою колгоспу села Шахварут Октемберянского району Вірменської РСР (нині село Ушакерт у марзі Армавір Республіки Вірменія). Вже в перший рік керівництва Колозян, в колгоспі значною мірою була підвищена врожайність зернових культур, перевиконувалися плани з вирощування кукурудзи, бавовни, винограду і люцерни. Також у результаті збільшення поголів'я худоби були отримані високі результати в продуктивності скотарства. Надалі Октемберик Колозян була призначена директором радгоспу імені А. Г. Ханджяна Октемберянского району Вірменської РСР.
Октемберик Мануківна Колозян також вела активну громадську роботу. Вона була обрана депутатом Верховної Ради Вірменської РСР V—VI скликань, членом Президії Верховної Ради Вірменської РСР. Колозян була депутатом Єреванського міської Ради та Октемберянскої районної Ради, членом Октемберянского районного комітету Комуністичної партії Вірменії.

## Нагороди
- Герой Соціалістичної Праці (Указ Президії Верховної Ради СРСР від 16 квітня 1949 року, орден Леніна і медаль «Серп і Молот») — за одержання високих урожаїв жита, бавовни та тютюну при виконанні обов'язкових поставок колгоспами та контрактації по всіх видах сільськогосподарської продукції, натуроплати МТС в 1948 році та забезпеченості насінням всіх культур у розмірі повної потреби для весняної сівби 1949 року[5].
- Орден Леніна (14.06.1950)[4].